# Sericita
Sericita là một đô thị thuộc bang Minas Gerais, Brasil. Đô thị này có diện tích 166,674 km², dân số năm 2007 là 7083 người, mật độ 44,6 người/km².